# Mount Lacey
Mount Lacey är ett berg i Antarktis. Det ligger i Östantarktis. Australien gör anspråk på området. Toppen på Mount Lacey är 2 059 meter över havet.
Terrängen runt Mount Lacey är huvudsakligen platt, men österut är den kuperad. Trakten är obefolkad. Det finns inga samhällen i närheten.